# الیمپیسن
الیمپیسن (به انگلیسی: Olympicene) یک مولکول آلی بر پایه کربن است که از پنج حلقه تشکیل شده و از این پنج حلقه، چهار حلقه آن بنزن هستند و به شکل حلقه‌های المپیک به هم متصل شده‌اند.
این مولکول در مارس ۲۰۱۰ برای جشن بازی‌های المپیک ۲۰۱۲ لندن توسط گراهام ریچاردز از دانشگاه آکسفورد و آنتونی ویلیامز به تصویر کشیده شد. همچنین اولین بار توسط دو تن از محققان دانشگاه واریک در انگلیس به نام‌های آنیش میستی و دیوید فاکس سنتز شد. انرژی‌های نسبی الیمپیسن و ایزومرهای آن، نخستین بار از طریق محاسبات ساختار الکترونی کوانتومی توسط اندرو والنتاین و دیوید مازیوتی از دانشگاه شیکاگو پیش‌بینی شد.

## تصاویر
تصاویر اولیه این ترکیب با استفاده از میکروسکوپ تونلی روبشی تهیه شده‌است. تصاویر دقیق‌تر توسط محققان IBM در زوریخ و با استفاده از میکروسکوپ نیروی الکترواستاتیک در سال ۲۰۱۲ گرفته شد.